# Овинцево (Тихвинский район)
Овинцево — деревня в Цвылёвском сельском поселении Тихвинского района Ленинградской области.

## История
Деревня Лепинское упоминается на карте Новгородского наместничества 1792 года А. М. Вильбрехта.
Как деревня Овинцово она обозначена на «Специальной карте западной части России» Ф. Ф. Шуберта 1844 года.

ОВИНЦЕВО — деревня Калитинского общества, прихода Липенского погоста. Река Сясь.

Крестьянских дворов — 20. Строений — 23, в том числе жилых — 21.

Число жителей по семейным спискам 1879 г.: 47 м. п., 64 ж. п.; по приходским сведениям 1879 г.: 44 м. п., 61 ж. п.

В конце XIX — начале XX века деревня относилась к Костринской волости 3-го земского участка 1-го стана Тихвинского уезда Новгородской губернии.

ОВИНЦЕВО — деревня Калитинского общества, дворов — 22, жилых домов — 21, число жителей: 53 м. п., 71 ж. п. 

Занятия жителей — земледелие, лесные промыслы. Река Сясь. Часовня. (1910 год)

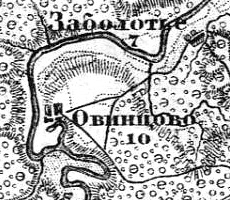
Деревня Овинцево на карте 1913 года

Согласно карте Петроградской и Новгородской губерний 1913 года деревня называлась Овинцово и насчитывала 10 крестьянских дворов.
С 1917 по 1918 год деревня Овинцево входила в состав Костринской волости Тихвинского уезда Новгородской губернии. 
С 1918 года в составе Ольховской волости Череповецкой губернии.
С 1924 года в составе Пригородной волости.
С 1927 года в составе Дмитровского сельсовета Тихвинского района.
В 1928 году население деревни Овинцево составляло 175 человек.
Согласно карте Ленинградской области Северо-западного аэрогеодезического треста ГГУ издания 1932 года деревня насчитывала 21 крестьянский двор.
По данным 1933 года деревня Овинцево входила в состав Дмитровского сельсовета.
С 1954 года в составе Кулатинского сельсовета.
В 1958 году население деревни Овинцево составляло 75 человек.
С 1964 года составе Липногорского сельсовета.
По данным 1966, 1973 и 1990 годов деревня Овинцево также входила в состав Липногорского сельсовета.
В 1997 году в деревне Овинцево Липногорской волости проживали 20 человек, в 2002 году — 30 (русские — 94 %).
В 2007 году в деревне Овинцево Цвылёвского СП проживали 8 человек, в 2010 году — 10.

## География
Деревня расположена в юго-западной части района на автодороге 41К-914 (подъезд к дер. Овинцево) к северу от автодороги 41А-009 (Лодейное Поле — Тихвин — Будогощь — Чудово).
Расстояние до административного центра поселения — 12 км.
Расстояние до ближайшей железнодорожной станции Цвылёво — 10 км.
Деревня находится на правом берегу реки Сясь.

## Демография
| 1879 | 1910 | 1928 | 1958 | 1997 | 2002 | 2007 |
| ---- | ---- | ---- | ---- | ---- | ---- | ---- |
| 111  | ↗124 | ↗175 | ↘75  | ↘20  | ↗30  | ↘8   |
| 2010 | 2017 |      |      |      |      |      |
| ↗10  | ↘8   |      |      |      |      |      |

### Национальный состав
Согласно данным Всероссийской переписи населения 2021 года в деревне проживали 7 человек, все русские.

## Улицы
Николинская, Озерки, Островная, Радужная, Старореченская.